# B' Katīgoria 1996-1997
L'edizione 1996-1997 della B' Katīgoria vide la vittoria finale dell'AEL Limassol.

## Formula
Le 14 squadre partecipanti hanno disputato il campionato incontrandosi in due gironi di andata e ritorno, per un totale di 26 giornate. Erano previste tre retrocessioni e tre promozioni.

## Classifica finale
|  |    | Classifica finale   | G  | V  | N  | P  | GF | GS | Dif | Pt |
|  | -- | ------------------- | -- | -- | -- | -- | -- | -- | --- | -- |
|  | 1  | AEL Limassol        | 26 | 21 | 2  | 3  | 59 | 13 | +46 | 65 |
|  | 2  | Evagoras Paphou     | 26 | 12 | 10 | 4  | 40 | 22 | +18 | 46 |
|  | 3  | Ethnikos Assia      | 26 | 13 | 5  | 8  | 43 | 29 | +14 | 45 |
|  | 4  | Chalkanoras Idaliou | 26 | 12 | 3  | 11 | 31 | 37 | -6  | 39 |
|  | 5  | Ermīs Aradippou     | 26 | 9  | 9  | 8  | 34 | 28 | +6  | 36 |
|  | 6  | Doxa Katōkopias     | 26 | 10 | 6  | 10 | 27 | 29 | -2  | 36 |
|  | 7  | Onīsilos Sōtīra     | 26 | 8  | 10 | 8  | 29 | 26 | +3  | 34 |
|  | 8  | Omonia Aradippou    | 26 | 9  | 7  | 10 | 24 | 22 | +2  | 34 |
|  | 9  | Digenīs Morphou     | 26 | 8  | 10 | 8  | 27 | 27 | +0  | 34 |
|  | 10 | PAEEK Kerynias      | 26 | 9  | 7  | 10 | 29 | 30 | -1  | 34 |
|  | 11 | Akritas Chlōrakas   | 26 | 9  | 7  | 10 | 32 | 42 | -10 | 34 |
|  | 12 | Ahironas Liopetriou | 26 | 9  | 5  | 12 | 32 | 50 | -18 | 32 |
|  | 13 | AEZ Zakakiou        | 26 | 7  | 4  | 15 | 27 | 32 | -5  | 25 |
|  | 14 | AEK Kakopetria      | 26 | 1  | 5  | 20 | 17 | 64 | -47 | 8  |

G = Partite giocate; V = Vittorie; N = Nulle/Pareggi; P = Perse; GF = Goal fatti; GS = Goal subiti; DIF = Differenza reti;

### Verdetti
- AEL Limassol, Evagoras Paphos e Ethnikos Assia promossi in Divisione A.
- Ahironas Liopetriou, Zakakiou e AEK Kakopetria retrocesse in Terza Divisione.